# Kazimierz Twardowski
Kazimierz Jerzy Skrzypna-Twardowski (20 de octubre de 1868-11 de febrero de 1938) fue un filósofo, psicólogo y lógico polaco.

## Vida
La familia de Twardowski pertenecía al escudo de armas Ogończyk.
Twardowski estudió filosofía en Viena con Franz Brentano y Robert von Zimmermann. En 1892 recibió su doctorado con su tesis, Idee und Perzeption (Idea y Percepción), y en 1894 presentó su tesis de habilitación, Zur Lehre vom Inhalt und der Gegenstand Vorstellungen (En la Doctrina del Contenido y objeto de Presentaciones). Él originó muchas ideas novedosas relacionadas con la metafilosofía. Él dio una conferencia en Viena entre los años 1894 y 1895, y luego fue nombrado profesor en Lemberg en Galitzia (más tarde Lwów, ahora Lviv en Ucrania). Allí Twardowski fundó la Escuela de Leópolis-Varsovia y también se convirtió en el "padre de la lógica polaca", comenzando la tradición de la filosofía científica en Polonia. Entre sus estudiantes se encontraban los lógicos Stanislaw Leśniewski, Jan Lukasiewicz y Tadeusz Czeżowski, el filósofo histórico Władysław Tatarkiewicz, el fenomenólogo y esteticista Roman Ingarden, el psicólogo Władysław Witwicki, así como filósofos cercanos al Círculo de Viena, como Tadeusz Kotarbinski y Kazimierz Ajdukiewicz.

## Contenido y objeto
En su contenido y objeto de las Presentaciones, Twardowski argumenta a favor de una distinción entre el contenido y el objeto en el marco de la teoría de la intencionalidad de su maestro Franz Brentano. Según él, la mente se divide en dos áreas principales: actos o fenómenos mentales, y un fenómeno físico. Por ejemplo un acto de presentación está dirigida a una presentación. Esto es lo que él llamaba "intencionalidad". Cada acto es por algo, todas las presentaciones van de la mano con un acto de presentación. 
Esta teoría tiene el problema de que no está claro lo que la presentación es exactamente. ¿Es la presentación algo que solo está en la mente, o esta también en el mundo como objeto? Twardowski dice que a veces la presentación se utiliza para el objeto en el mundo y a veces por el contenido inmanente de un fenómeno mental.
Twardowski ofrece una solución para este problema y propone hacer una distinción entre el contenido de una presentación y el objeto de una presentación. 
En su libro Twardowski ofrece una analogía para aclarar esta distinción. Él utiliza el ejemplo de un cuadro. La gente argumenta sobre una pintura, mientras hay también un cuadro pintado. En el primer caso la palabra "pintura" se utiliza de una forma de modificación (un paisaje pintado no es un paisaje en absoluto), mientras que en este último caso la palabra pintura se utiliza de una manera cualitativa o atributivo. Twardowski argumenta que las presentaciones son similares. El contenido es el cuadro pintado y el objeto es el paisaje pintado. El contenido se asemeja a la actual "imagen" en su mente, y el objeto del paisaje.

## Obra en alemán y polaco
- Über den Unterschied zwischen der klaren und deutlichen Perzeption und der klaren und deutlichen Idee bei Descartes (1891) (disertación)

- Idee und perzeption. Eine erkenntnis-theoretische Untersuchung aus Descartes (1892)

- Zur Lehre vom Inhalt und Gegenstand der Vorstellungen (1894)

- Wyobrażenie i pojęcie (1898)

- O tzw. prawdach względnych (1900)

- Über sogenannte relative Wahrheiten (1902)

- Über begriffliche Vorstellungen (1903)

- Das Wesen der Begriffe allegato a Jahresbericht der Wiener philosophischen Gesellschaft (1903)

- O psychologii, jej przedmiocie, zadaniach, metodzie, stosunku do innych nauk i jej rozwoju (1913)

- Rozprawy i artykuły filozoficzne (1927)

- Wybrane pisma filozoficzne (1965) (Collection of the philosophical essays)

- Wybór pism psychologicznych i pedagogicznych (1992) (Collection of the psychological and pedagogical essays)

- Dzienniki (1997)